# Новодевица
Новоде́вица — село в Хорольском районе Приморского края России.
Административный центр Новодевицкого сельского поселения.

## История
Село было основано в 1886 году переселенцами из Полтавской губернии. Село обустраивалось вдоль реки Мельгуновка. Весной во время разлива реки многие дворы были затоплены. Пострадавшие переселились ближе к сопкам. Место первого поселения стали называть Старая Девица. А новое — Новая Девица. К 1914 году в селе была церковь, школа, магазин, торговые лавки, мельница, рыбокоптильня.
Во время Гражданской войны жители села активно помогали в разгроме белогвардейских банд. Для этих целей в селе был создан отряд самообороны. В 1932 году возник колхоз «им. Сибирцева». Перед войной это был один из крупнейших колхозов района. В селе работал цех, относящийся к военному ведомству, по изготовлению валенок, кирпичей, извести.
В годы Великой Отечественной войны на фронтах погибло 82 жителя села. В 1973 году в память погибшим установлен памятник.

## Население
| 2002 | 2008  | 2010  |
| ---- | ----- | ----- |
| 1532 | ↘1420 | ↘1221 |

## Инфраструктура
В селе находятся фельдшерско-акушерский пункт, средняя школа, детский сад, почтовое отделение, клуб, библиотека.

## Экономика
На территории села действует СХПК «Новодевичанский» по выращиванию зерновых, ООО «Девичанское», цех по производству мебели.

## Известные уроженцы
- Дзюба, Василий Васильевич (1924—1985) — советский военнослужащий, младший лейтенант, полный кавалер ордена Славы[5].
- Ребар, Инесса Васильевна (род. 1978) — украинская спортсменка, чемпионка Европы по борьбе